# Heliura nathalan
Heliura nathalan är en fjärilsart som beskrevs av William Schaus 1924. Heliura nathalan ingår i släktet Heliura och familjen björnspinnare. Inga underarter finns listade i Catalogue of Life.